# Inês de Castro
Inês de Castro (Reino da Galiza, c. 1320/1325 – Coimbra, 7 de janeiro de 1355) foi uma nobre galega, amada pelo futuro rei D. Pedro I de Portugal, de quem teve quatro filhos. Foi executada por ordem do pai deste, o rei D. Afonso IV.[carece de fontes?]

## Biografia
D. Inês de Castro era filha de D. Pedro Fernandes de Castro, mordomo-mor do rei D. Afonso XI de Castela, e de uma dama portuguesa, Aldonça Lourenço de Valadares. O seu pai, neto por via ilegítima de D. Sancho IV de Castela, era um dos fidalgos mais poderosos do Reino de Castela.[carece de fontes?]
Em 24 de Agosto de 1340 teve lugar, na Sé de Lisboa, o casamento do Infante D. Pedro, herdeiro do trono português, com D. Constança Manuel, filha de D. João Manuel de Castela, príncipe de Vilhena e Escalona, duque de Penafiel, tutor de Afonso XI de Castela, «poderoso e esforçado magnate de Castela», e neto do rei Fernando III de Castela. Todavia seria por uma das aias de D. Constança, D. Inês de Castro, que D. Pedro viria a apaixonar-se. Este romance notório começou a ser comentado e mal aceite pela corte, que temia a influência castelhana sobre o infante Pedro.[carece de fontes?]
Sob o pretexto de moralidade, D. Afonso IV não aprovava esta relação, não só por motivos de diplomacia com João Manuel de Castela, mas também devido à amizade estreita de D. Pedro com os irmãos de D. Inês — D. Fernando de Castro e D. Álvaro Perez de Castro. Assim, em 1344, o rei mandou exilar D. Inês no castelo de Alburquerque, na fronteira castelhana, onde tinha sido criada por sua tia, D. Teresa, mulher de um meio-irmão de D. Afonso IV. No entanto, a distância não teria apagado o amor entre Pedro e Inês, que se correspondiam com frequência.[carece de fontes?]
Após a morte de D. Constança, D. Pedro, contra a vontade do pai, mandou D. Inês regressar do exílio e uniu-se a ela, provocando algum escândalo na corte e desgosto para El-Rei, seu pai. Começou então uma desavença entre o rei e o infante.[carece de fontes?]
D. Afonso IV tentou remediar a situação casando o seu filho com uma dama de sangue real. Contudo, D. Pedro rejeitou este projeto, alegando que sentia ainda muito a perda de sua mulher, D. Constança, e que não conseguia ainda pensar num novo casamento. No entanto, D. Inês foi tendo filhos de D. Pedro: Afonso em 1346 (que morreu pouco depois de nascer), Beatriz em 1347, João em 1349 e Dinis em 1354. O nascimento destes veio agudizar a situação porque, durante o reinado de D. Dinis, o seu filho e herdeiro, D. Afonso IV sentira-se em risco de ser preterido na sucessão ao trono por um dos filhos bastardos do seu pai. Agora circulavam boatos de que os Castros conspiravam para assassinar o infante D. Fernando, legítimo herdeiro de D. Pedro, para o trono português passar para o filho mais velho de D. Inês de Castro.[carece de fontes?]

## Execução de D. Inês

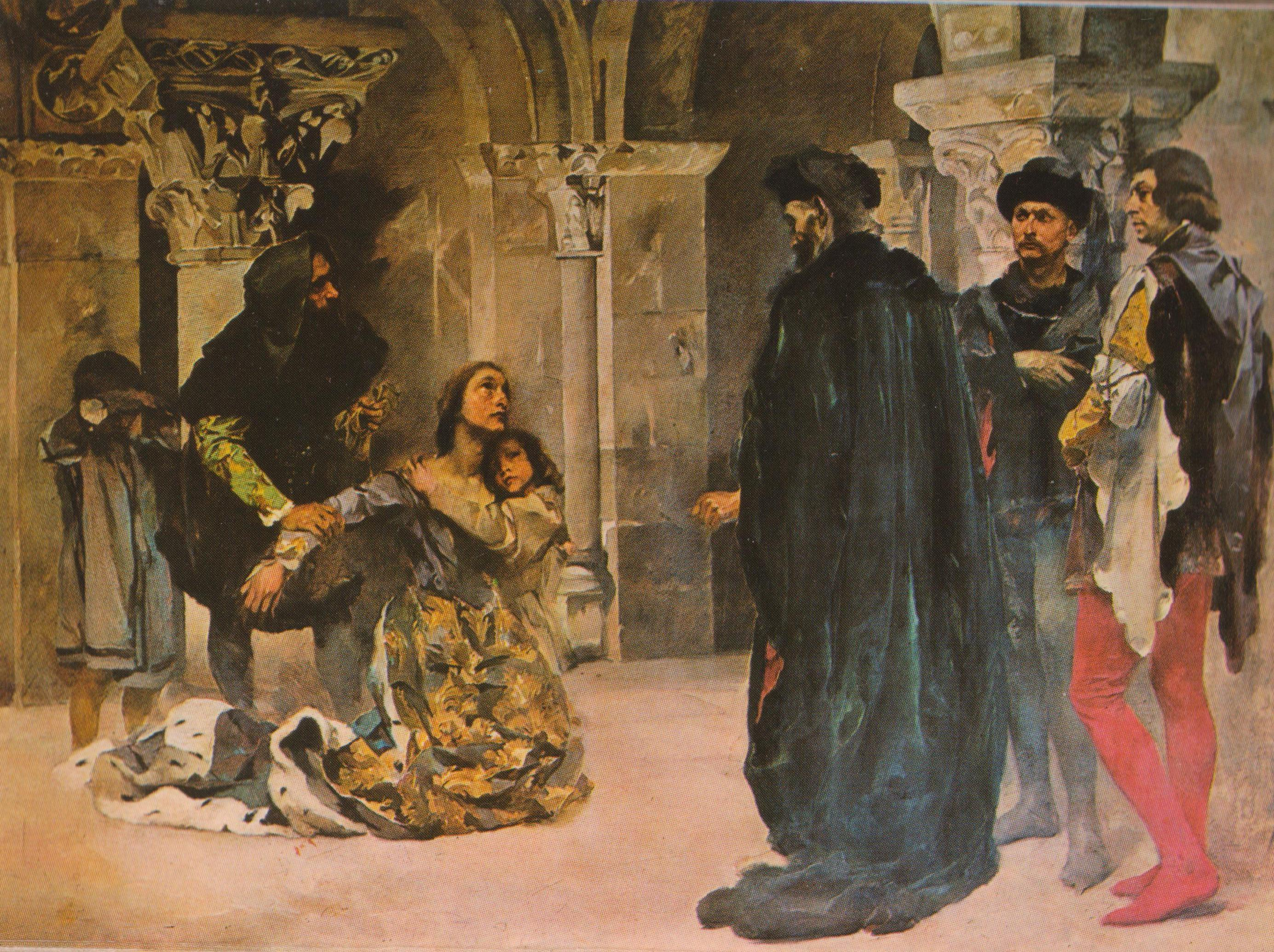
Drama de Inês de Castro (c. 1901-04), por Columbano Bordalo Pinheiro, no Museu Militar de Lisboa.

Depois de alguns anos no Norte de Portugal, Pedro e Inês tinham regressado a Coimbra e instalaram-se no Paço de Santa Clara. Mandado construir pela avó de D. Pedro, a Rainha Santa Isabel, foi neste paço que esta Rainha vivera os últimos anos, deixando expresso o desejo que se tornasse na habitação exclusiva de reis e príncipes seus descendentes, com as suas esposas legítimas.[carece de fontes?]
Havia boatos de que o Príncipe se tinha casado secretamente com D. Inês, facto posteriormente confirmado por D. Pedro I na famosa Declaração de Cantanhede (mas só após a morte de D. Inês). Na Família Real um incidente deste tipo assumia graves implicações políticas. Sentindo-se ameaçados pelos irmãos Castro, os fidalgos da corte portuguesa pressionavam o rei D. Afonso IV para afastar esta influência do seu herdeiro. O rei D. Afonso IV decidiu que a melhor solução seria matar a dama galega. Na tentativa de saber a verdade, o Rei ordenou a dois conselheiros seus que dissessem a D. Pedro que ele podia casar-se livremente com D. Inês se assim o pretendesse. D. Pedro percebeu que se tratava de uma cilada e respondeu que não pensava casar-se nunca com D. Inês.[carece de fontes?]
A 7 de Janeiro de 1355, o rei, aproveitando a ausência de D. Pedro, foi com Pero Coelho, Álvaro Gonçalves, Diogo Lopes Pacheco e outros para executarem Inês de Castro em Santa Clara, conforme fora decidido em conselho. Segundo a lenda, as lágrimas derramadas no rio Mondego pela morte de Inês teriam criado a Fonte das Lágrimas da Quinta das Lágrimas, e algumas algas avermelhadas que ali crescem seriam o seu sangue derramado.[carece de fontes?]
A morte de D. Inês provocou a revolta de D. Pedro contra D. Afonso IV. Após meses de conflito, a Rainha D. Beatriz conseguiu intervir e selar a paz, em Agosto de 1355.[carece de fontes?]
D. Pedro tornou-se no oitavo rei de Portugal como D. Pedro I em 1357. Em Junho de 1360 fez a Declaração de Cantanhede, legitimando os filhos ao afirmar que se tinha casado secretamente com D. Inês, em 1354, em Bragança. A palavra do rei, do seu capelão e de um seu criado foram as provas necessárias para legalizar esse casamento.[carece de fontes?]

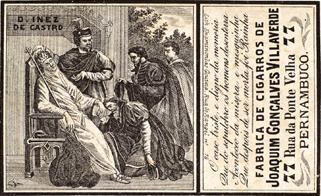
A popular lenda da cerimónia do beija-mão na coroação de Inês de Castro em rótulo de cigarro.

De seguida perseguiu os assassinos de D. Inês, que tinham fugido para o Reino de Castela e mandou destruir a Vila do Jarmelo. Pero Coelho e Álvaro Gonçalves foram apanhados e executados em Santarém (segundo a lenda o Rei mandou arrancar o coração de um pelo peito e o do outro pelas costas, assistindo à execução enquanto se banqueteava, o que é confirmado por Fernão Lopes, com a ressalva de que o carrasco o teria dissuadido da ideia pela dificuldade encontrada nesta forma de execução). Diogo Lopes Pacheco conseguiu escapar para a França e, posteriormente, seria perdoado pelo Rei no seu leito de morte.[carece de fontes?]
D. Pedro mandou construir os dois esplêndidos túmulos de D. Pedro I e de D. Inês de Castro no mosteiro de Alcobaça, para onde trasladou o corpo da sua amada Inês, em 1361 ou 1362. Juntar-se-ia a ela em 1367. A posição primeira dos túmulos foi lado a lado, de pés virados a nascente, em frente da primeira capela do transepto sul, então dedicada a São Bento. Na década de 1780 os túmulos foram mudados para o recém-construído panteão real, onde foram colocados frente a frente. Em 1957 foram mudados para a sua actual posição, D. Pedro no transepto sul e D. Inês no transepto norte, frente a frente. Quando os túmulos, no século XVIII, foram colocados frente a frente apareceu a lenda que assim estavam para que D. Pedro e D. Inês «possam olhar-se nos olhos quando despertarem no dia do juízo final».
A tétrica cerimónia da coroação e do beija-mão à Rainha D. Inês, já morta, que D. Pedro pretensamente teria imposto à sua corte e que se tornaria numa das imagens mais vividas no imaginário popular, teria sido inserida pela primeira vez nas narrativas espanholas do final do século XVI.[carece de fontes?]

## Descendência
Da relação de D. Inês com o infante D. Pedro de Portugal nasceram:[carece de fontes?]
- D. Afonso (faleceu em criança)
- D. Beatriz, infanta de Portugal e condessa de Alburquerque (1347–1381)
- D. João, infante de Portugal e duque de Valência de Campos (1349–1397)
- D. Dinis, infante de Portugal e senhor de Cifuentes (1354–1403)

## D. Inês na Literatura
“118 (...)
  Que depois de ser morta foi Rainha. 

 130 (...)
  Contra uma dama, ó peitos carniceiros,
  Feros vos amostrais, e cavaleiros?

 134 
  Assim como a bonina, que cortada
  Antes do tempo foi, cândida e bela,
  Sendo das mãos lascivas maltratada
  Da menina que a trouxe na capela,
  O cheiro traz perdido e a cor murchada:
  Tal está morta a pálida donzela,
  Secas do rosto as rosas, e perdida
  A branca e viva cor, co'a doce vida.
”

— Luís de Camões, Os Lusíadas (1572), Canto III
A combinação de história e lenda deste trágico amor nunca deixou de apaixonar o imaginário popular dos portugueses e dos europeus ao longo dos tempos:
- A primeira aparição dos amores de D. Inês na literatura dá-se com as Trovas à Morte de Inês de Castro, de Garcia de Resende, no Cancioneiro Geral de 1516;
- A tragédia foi também representada entre o povo, com o teatro de cordel;
- Os Lusíadas de Luís Vaz de Camões, constituíram o maior influência na lenda, com o episódio da "linda Inês" nas estrofes 120 a 135 do Canto III;
- A tragédia A Castro (1587), a primeira tragédia clássica portuguesa, de António Ferreira, foi baseada na sua vida;

- Bocage dedicou-lhe uma cantata;

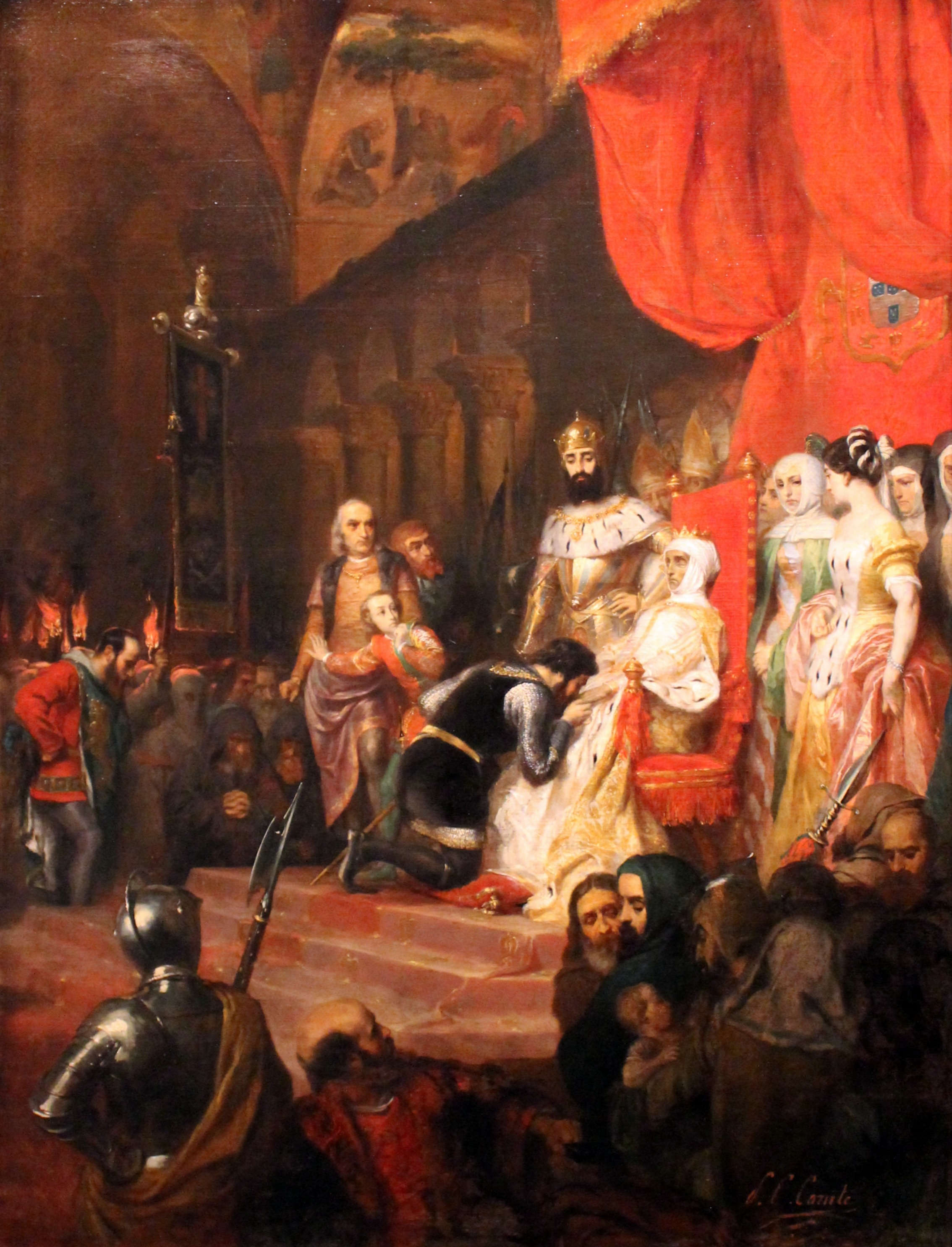
A Coroação de Inês de Castro em 1361 (c. 1849), por Pierre-Charles Comte, no Musée des beaux-arts de Lyon

- O neoclássico João Batista Gomes Júnior (1775?-1803) é o autor da tragédia em cinco atos A Nova Castro;
- Foi com o Romantismo em Portugal que aumentou o interesse pelos factos históricos associados ao episódio; Alexandre Herculano e Oliveira Martins, entre outros, procuraram investigar, com algum rigor, as pessoas e factos históricos;
- Os amores de D. Inês popularizaram-se na literatura erudita, entre outros com os árcades Manuel de Figueiredo e Reis Quita;
- Em 1986 Agustina Bessa-Luís (1922-2019) publicou as Adivinhas de Pedro e Inês;
- Outros autores, tais como Luís Rosa e João Aguiar, publicaram livros sobre a trágica vida de Inês de Castro (O Amor infinito de Pedro e Inês e Inês de Portugal, respectivamente);
- Em 2009 é publicado o livro A história de Inês de Castro pela Letras e Coisas, no Porto — de autoria de Ângelo da Silva, parte de um projecto multidisciplinar que envolve texto, música e pintura;
- Em 2009 João Rasteiro publica o poemário "Pedro e Inês ou As Madrugadas Esculpidas" onde canta esse infinito e imortal amor que floresceu eternamente junto às claras águas do Mondego.

## Inês de Castro na pintura
- Súplica de Inês de Castro (Servières) (1822), de Eugénie Servières, no Palácio de Versalhes
- O Assassínio de Inês de Castro (Briullov) (1834), de Karl Briullov, no Museu Estatal Russo